# Ирабу
Ира́бу (яп. 伊良部島 ирабу-дзима) — небольшой остров в группе Мияко островов Сакисима архипелага Рюкю, Япония. Административно относится к округу Мияко уезда Мияко префектуры Окинава.

## География
Площадь острова составляет 29,08 км². Население — 5847 человек (2011). Крупнейшими поселениями являются посёлки Сарахама, Ирабу и Савада.
Ирабу многими мостами соединён с соседним островом Симодзи, где построен аэропорт. В 2015 году был открыт мост длиной 3,54 км, соединивший Ирабу с островом Мияко.
Остров равнинный, высшая точка — 89 м, на крайнем востоке. Рек практически нет.

## Фотогалерея

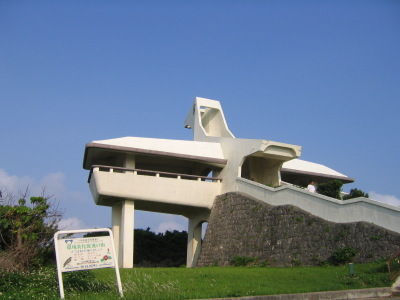
Смотровая площадка
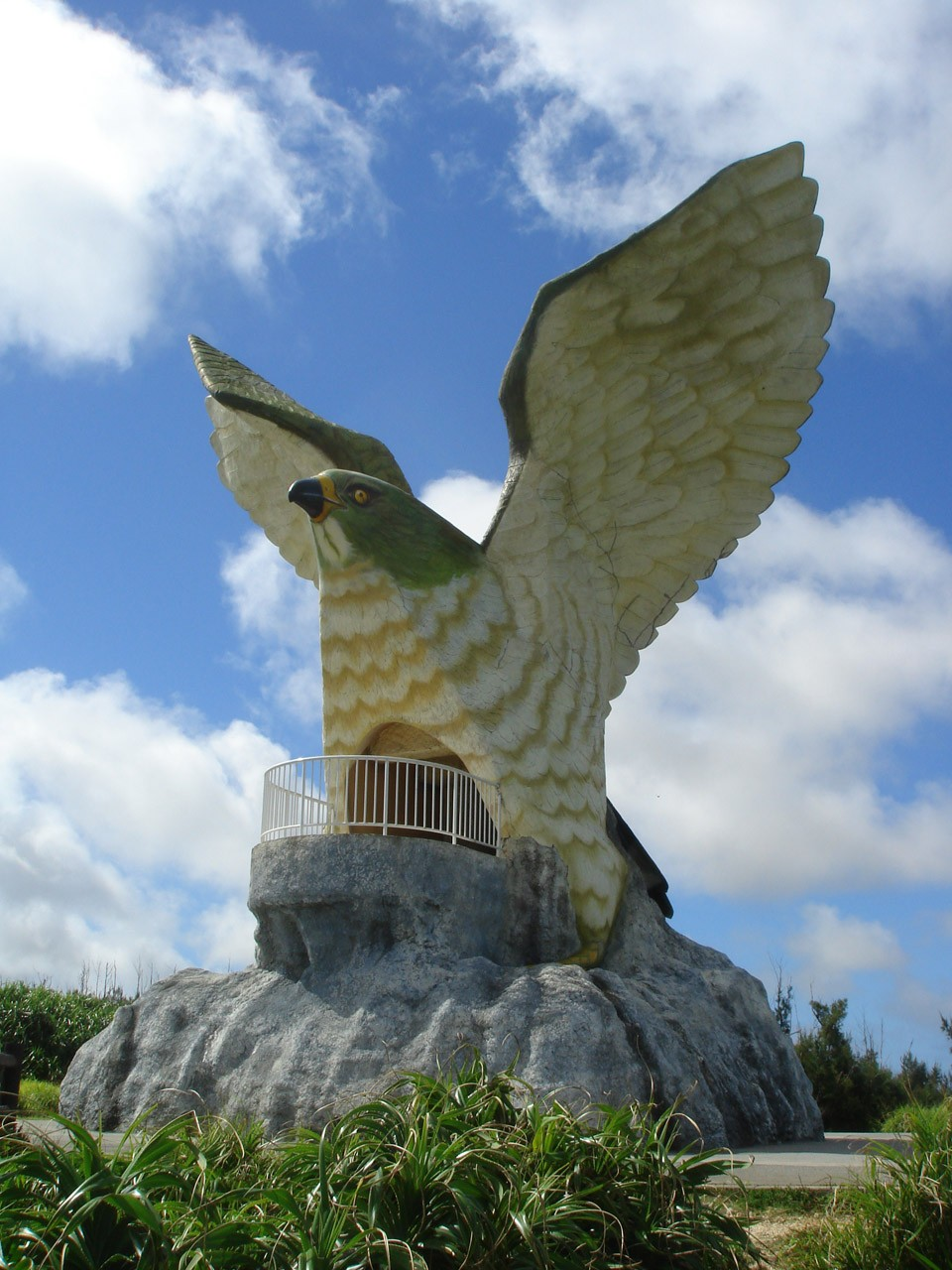
Монумент
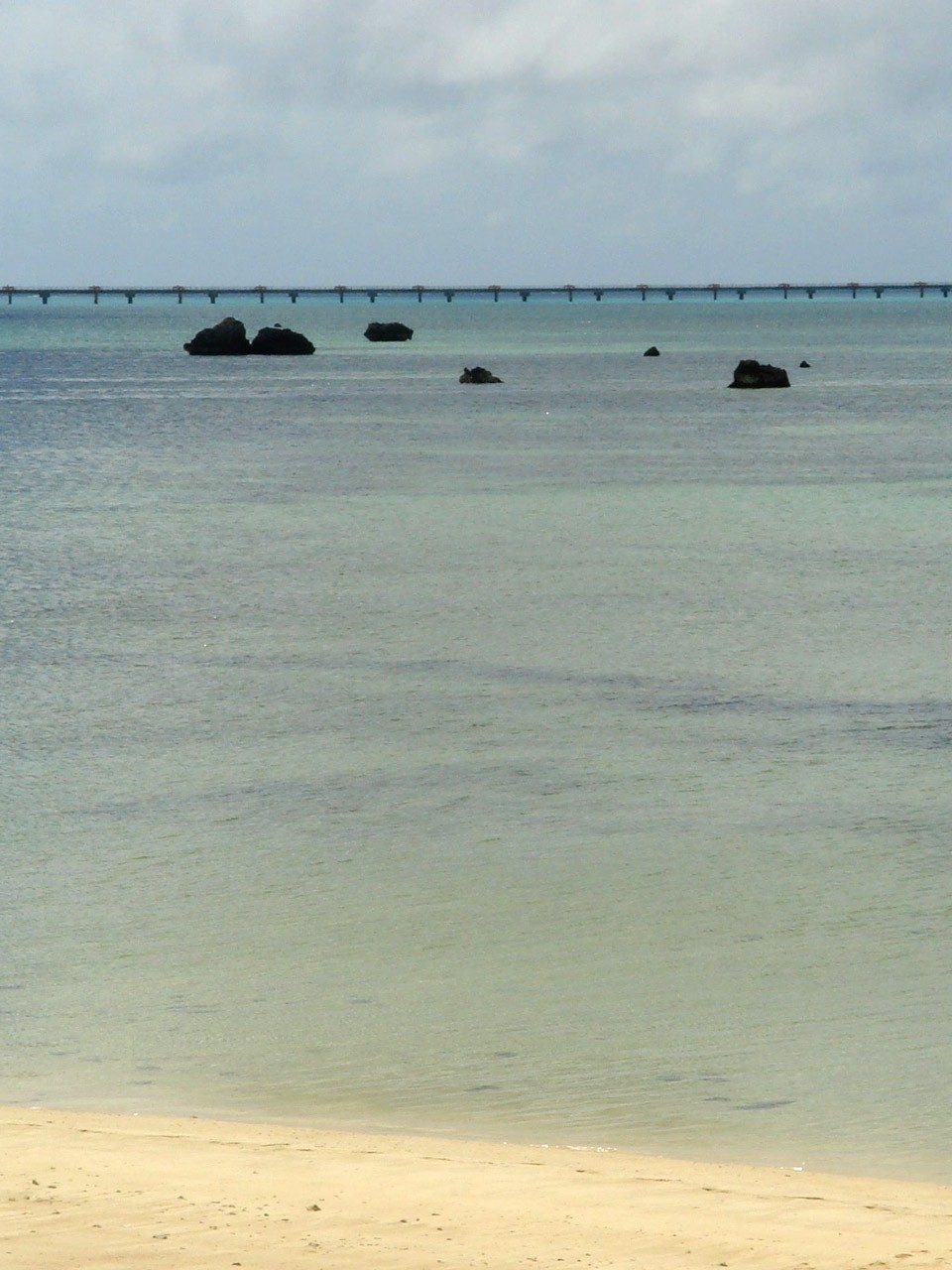
Пляж
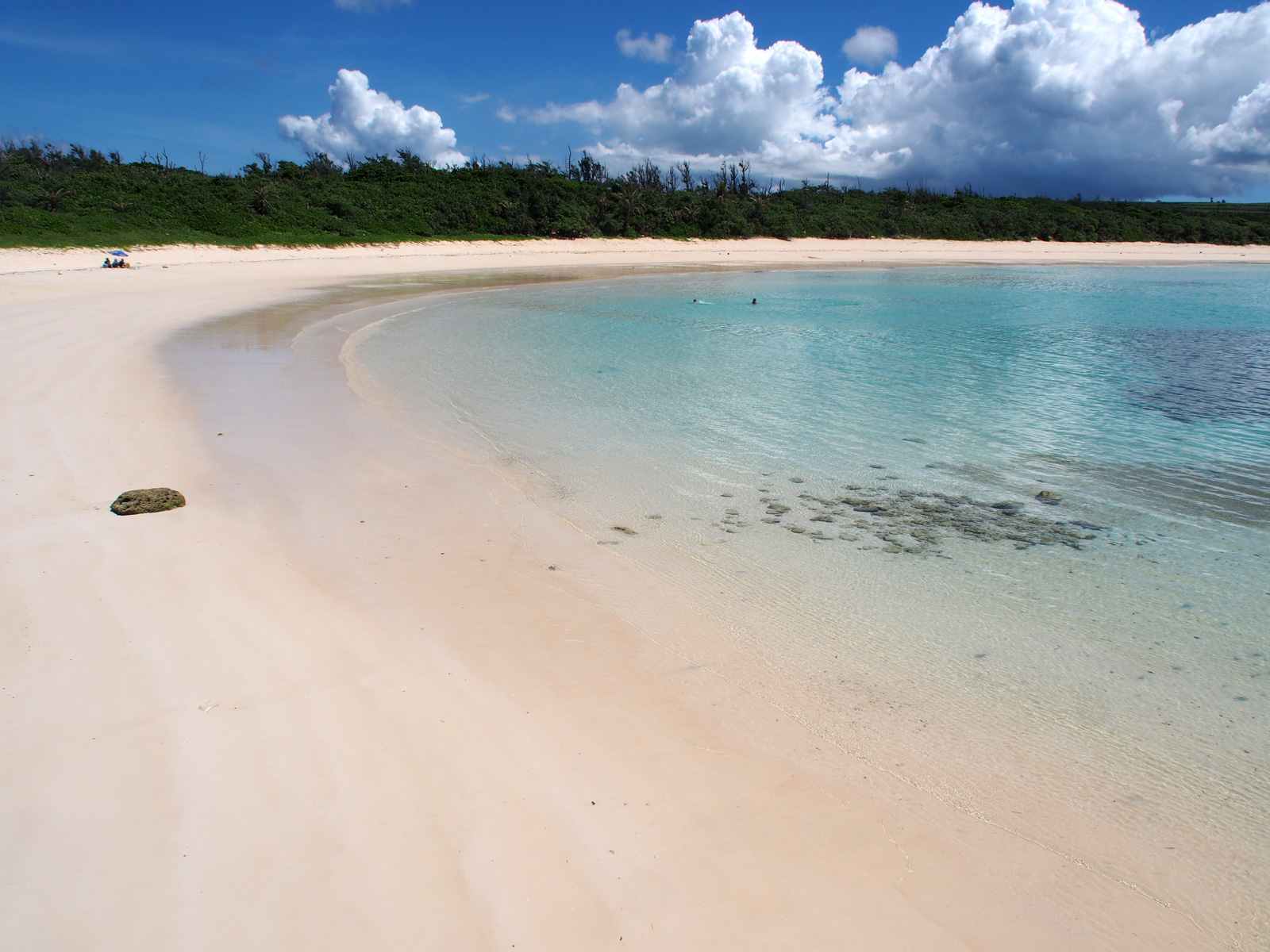
Морское побережье